# Chīyeh
Chīyeh (persiska: چيِّه, چیّه) är en ort i Iran.   Den ligger i provinsen Lorestan, i den västra delen av landet, 400 km sydväst om huvudstaden Teheran. Chīyeh ligger 1 833 meter över havet och antalet invånare är 196.
Terrängen runt Chīyeh är huvudsakligen kuperad, men åt sydväst är den bergig. Runt Chīyeh är det ganska tätbefolkat, med 56 invånare per kvadratkilometer. Närmaste större samhälle är Qomīsh, 4,1 km öster om Chīyeh. Trakten runt Chīyeh består till största delen av jordbruksmark.